# Routeplanner
Een routeplanner bestaat uit software waarmee de kortste en/of snelste route van een beginpunt naar een bestemming kan worden berekend. Routeplanners zijn met name ontwikkeld voor het autoverkeer, al zijn er ook routeplanners voor het openbaar vervoer en fietsverkeer. Afhankelijk van de dienstregelingen zijn de kortste routes niet altijd de snelste.
Er bestaan verschillende typen routeplanners:
- pre-trip (voor het vertrek):
  - Online plannen op een routeplannerwebsite
  - Offline plannen door middel van geïnstalleerde routeplannerprogrammatuur op een computer
- tijdens de trip:
  - door middel van een routenavigatiesysteem, zonder realtimeverkeersinformatie
  - door middel van een routenavigatiesysteem, met realtimeverkeersinformatie

Vaak kunnen er voorkeuren in de applicatie worden ingesteld waarmee bijvoorbeeld de gemiddelde snelheid op verschillende wegtypen kan worden gewijzigd of voorkeuren voor bepaalde wegtypen kunnen worden gespecificeerd.

## Bijzonderheden
Er bestaat ook een Romeinse routeplanner voor de Romeinse wegen omstreeks 300 AD.